# Der ferne Klang
Der ferne Klang (Il suono lontano) è un'opera di Franz Schreker, su suo libretto. Iniziata nel 1903, fu eseguita per la prima volta dall'Oper Frankfurt il 18 agosto 1912. Fu la svolta del compositore verso la fama e venne spesso eseguita fino al 1931, poco dopo la musica del compositore fu proscritta dal regime nazista. In gran parte dimenticata dopo la seconda guerra mondiale, è stata ripresa da diverse compagnie d'opera nel XXI secolo.

## Storia della composizione
Abbozzato nel 1901, Schreker completò il libretto in tre atti nel 1903. Tuttavia la composizione della musica avrebbe richiesto circa dieci anni. Le critiche del suo insegnante di composizione Robert Fuchs indussero Schreker ad abbandonare per la prima volta il progetto nel 1903. Vi ritornò solo nel 1905, dopo aver assistito alle prime rappresentazioni dell'opera Salomè di Richard Strauss. L'intermezzo orchestrale del terzo atto (intitolato Nachtstück) fu per la prima volta dalla Wiener Tonkünstler-Orchester il 25 novembre 1909 sotto la direzione di Oskar Nedbal. Sebbene l'esecuzione sia stata tempestosa, portando Schreker in prima linea tra i compositori viennesi progressisti, Schreker si sentì abbastanza incoraggiato da completare finalmente l'opera nel 1910.
Alban Berg preparò la partitura vocale dell'opera nel 1911. L'opera è dedicata a Bruno Walter.

## Storia dell'esecuzione
L'opera fu eseguita per la prima volta il 18 agosto 1912 dall'Oper Frankfurt, diretta da Ludwig Rottenberg e continuò ad essere eseguita regolarmente nei due decenni successivi, quando occupò un posto speciale nel mondo di lingua tedesca come una delle opere pionieristiche dell'opera moderna. Produzioni importanti comprendevano la prima ceca nel maggio 1920 al Neues Deutsches Theater di Praga con Alexander Zemlinsky e la produzione di grande successo della Staatsoper Unter den Linden del maggio 1925 diretta da Erich Kleiber con Richard Tauber e la moglie del compositore Maria Schreker nei ruoli principali. L'opera fu rappresentata anche a Leningrado (1925) e Stoccolma (1927). Le ultime produzioni durante la vita di Schreker furono al Theatre Aachen ed a Teplitz-Schönau durante la stagione 1930/31, dopodiché il divieto nazista alla Musica degenerata la fece scomparire dal repertorio.
L'opera è stata riscoperta ed è diventata popolare, come dimostra il numero di spettacoli messi in scena nel 2010. Tra questi un revival della produzione di Peter Mussbach alla Staatsoper Unter den Linden messa in scena per la prima volta nel 2001 e un'altra produzione all'Opernhaus Zürich, diretta da Ingo Metzmacher, con Juliane Banse e Roberto Saccà nei ruoli principali. L'opera è stata anche presentata come parte del Bard SummerScape, il festival estivo del Bard College in luglio-agosto ad Annandale-on-Hudson, New York, sotto la direzione del direttore musicale Leon Botstein e messa in scena dal "regista visionario" Thaddeus Strassberger.
Una nuova produzione all'Opera di Bonn è stata inaugurata nel dicembre 2011 e un'altra messinscena ha avuto luogo all'Opéra national du Rhin di Strasburgo nell'ottobre 2012. Nel 2019 una nuova produzione è stata messa in scena dall'Oper Frankfurt, dove si è svolta la prima mondiale, diretta da Sebastian Weigle, messa in scena da Damiano Michieletto con Jennifer Holloway e Ian Koziara nei ruoli principali. La produzione fu dedicata a Michael Gielen che aveva avviato la rinascita di Schreker a Francoforte con Die Gezeichneten nel 1979.
Nell'ottobre 2019 è andata in scena una nuova produzione all'Opera reale svedese, diretta da Stefan Blunier, con la regia di Christof Loy, con Agneta Eichenholz come Grete e Daniel Johansson come Fritz.

## Ruoli
| Ruolo                                              | Registro vocale        | Cast della prima, 18 agosto 1912 (Direttore: Ludwig Rottenberg) |
| -------------------------------------------------- | ---------------------- | --------------------------------------------------------------- |
| Atto 1                                             |                        |                                                                 |
| Il vecchio Graumann, impiegato statale in pensione | baritono               | Richard Korschen                                                |
| Moglie del vecchio Graumann                        | mezzosoprano           | Marie Welling-Bertram                                           |
| Grete, la loro figlia                              | soprano                | Lisbeth Sellin                                                  |
| Fritz, un giovane artista                          | tenore                 | Karl Gentner                                                    |
| Proprietario della locanda "Zum Schwan"            | basso                  | Josef Gareis                                                    |
| Un cattivo attore                                  | baritono               | Rudolf Brinkmann                                                |
| Dottor Vigelius, un avvocatucolo                   | basso acuto            | Herbert Stock                                                   |
| Una donna anziana                                  | mezzosoprano           | Bella Fortner-Halbaerth                                         |
| Atto 2                                             |                        |                                                                 |
| Greta, una ballerina (alias Grete Graumann)        | soprano                | Lisbeth Sellin                                                  |
| Mizi, una ballerina                                | soprano                | Anita Franz                                                     |
| Milli, una ballerina                               | soprano                | Fulda Kopp                                                      |
| Mary, una ballerina                                | soprano                | Lina Doninger                                                   |
| Una ragazza spagnola, una ballerina                | soprano                | Frieda Cornelius                                                |
| Il conte, 24 anni                                  | baritono               | Richard Breitenfeld                                             |
| Il barone, 50 anni                                 | basso                  | Alfred Hauck                                                    |
| Il cavaliere, 30-35 anni                           | tenore                 | Erik Wirl                                                       |
| Fritz                                              | tenore                 | Karl Gentner                                                    |
| Atto 3                                             |                        |                                                                 |
| Fritz                                              | tenore                 | Karl Gentner                                                    |
| Tini (alias Grete Graumann)                        | soprano                | Lisbeth Sellin                                                  |
| Rudolf, un medico, amico di Fritz                  | basso acuto o baritono | Walter Schneider                                                |
| Dr. Vigelius                                       | basso acuto            | Herbert Stock                                                   |
| Un attore                                          | baritono               | Rudolf Brinkmann                                                |
| Primo membro del coro                              | tenore                 | Otto Weindel                                                    |
| Secondo membro del coro                            | basso                  | Carl Bauermann                                                  |
| Cameriera                                          | mezzosoprano           | Alma Wendorf                                                    |
| Un individuo equivoco                              | tenore                 | Hermann Schramm                                                 |
| Un poliziotto                                      | basso                  | Wilhelm Drumm                                                   |
| Un servitore                                       | ruolo parlato          |                                                                 |

## Strumentazione
La partitura orchestrale richiede:
- 3 flauti (2° e 3° anche ottavini), 2 oboi, corno inglese (anche oboe 3), 2 clarinetti (in la/si bemolle), clarinetto basso in si bemolle (anche clarinetto in mi bemolle), 2 fagotti, controfagotto;
- 4 corni in fa, 3 trombe in do, 3 tromboni, basso tuba;
- timpani, percussioni (8 orhestrali), 2 arpe, celesta;
- archi (violini I, violini II, viole, violoncelli, contrabbassi).

fuori scena (musica veneziana): flauto, clarinetto, 2 corni, timpani, tamburello, arpa, 3 mandolini, 2 chitarre, 2 violini, viola, violoncello, contrabbasso, pianoforte
sul palco (musica gitana): clarinetto in re, cimbalom, 2 violini, viola, violoncello, contrabbasso.

## Trama

### Atto 1
Fritz, un compositore, e Grete Graumann, la figlia di un povero ufficiale in pensione, sono innamorati. Fritz vuole sposare Grete, ma le dice che prima che ciò accada, deve scrivere un grande brano musicale e scoprire il misterioso suono lontano ("der ferne Klang") che sente dentro di sé. Grete cerca invano di convincerlo a restare con lei. Fritz lascia il suo amore d'infanzia e va alla ricerca del suono lontano.
Mentre Grete sta tornando a casa sua, incontra una strana vecchia, che chiede di Fritz alla ragazza sorpresa e promette di aiutare Grete se ne ha bisogno. Grete continua il suo cammino verso casa.
Tornata a casa, la madre di Grete, Frau Graumann, parla a Grete dei debiti che la famiglia ha accumulato. Frau Graumann ha deciso che invece di prendere in prestito denaro, Grete dovrebbe trovare un lavoro per aiutare a migliorare la situazione finanziaria. Grete si lamenta che suo padre beve troppo.
Proprio mentre lei dice questo, il padre di Grete, Graumann, arriva con i suoi compagni di bevute, un attore e il dottor Vigelius. Graumann ha appena scommesso sua figlia con il suo proprietario in una partita a dadi e sono venuti per riscuotere il debito. Quando Grete rifiuta, suo padre si arrabbia. Prima che possa fare violenza a sua figlia, i suoi compagni trascinano Graumann al pub.
Per calmare la madre, Grete finge di essere felice di sposare il padrone della locanda. Ma quando sua madre la lascia sola nella stanza, salta fuori dalla finestra e corre via alla ricerca di Fritz.
Grete non riesce a raggiungere Fritz e cade esausta sulla riva di un lago. Pensa di annegarsi, ma poi si rende conto della bellezza della natura di notte. Si addormenta, sognando il loro amore. La vecchia, in realtà una prostituta, riappare e promette di portare a Grete un brillante futuro se solo la seguirà.

### Atto 2
Dieci anni dopo Grete è la celebre regina del demi-monde (mondo equivoco) su un'isola del Golfo di Venezia, dove la troviamo nel famoso salone da ballo "La Casa di Maschere". Ma anche con la sua fama e il suo successo, pensa ancora a Fritz.
In questo particolare giorno, promette che metterà fine alle sofferenze dei suoi corteggiatori e deciderà sul suo prossimo amante, annunciando che chiunque potrà toccare il suo cuore più profondamente con una canzone la vincerà. Il Conte canta "In einem Lande ein bleicher König" (In una terra un re pallido), una canzone triste ma bella, che la folla applaude. Il Cavaliere ribatte con "Das Blumenmädchen von Sorrent" (La fioraia di Sorrento), una canzone oscena che piace al pubblico che si unisce rumorosamente al canto.
Mentre Grete prende una decisione, uno sconosciuto appare al centro. È Fritz, che riconosce subito Grete e va dritto da lei. Le dice che non ha trovato il suono lontano che gli è sfuggito negli ultimi dieci anni, quindi è andato a cercarla e ora vuole farne sua moglie.
Mentre Grete è ancora innamorata di Fritz e vorrebbe stare con lui, decide che deve rivelargli che è una cortigiana e poi gli chiede se vuole ancora sposarla. All'inizio lui non ci crede, ma quando il Conte lo sfida a duello, Fritz, scosso e deluso, si rifiuta di duellare e se ne va. Grete, nella sua disperazione, cade tra le braccia del Conte.

### Atto 3
Sono passati altri cinque anni e Fritz ha completato la sua opera, Die Harfe. Durante la première, il primo atto va bene, ma il secondo atto si conclude con una rivolta del pubblico perché a nessuno piace la musica.
Grete, nel frattempo, ha perso la protezione del Conte ed è ora una comune prostituta. Sente della rivolta ed è preoccupata per Fritz. Sulla strada di casa, viene avvicinata da qualcuno per strada, e il dottor Vigelius e gli attori, che si trovano in un hotel vicino, compaiono e la salvano dall'essere molestata. Il dottor Vigelius accompagna Grete a casa sua, dicendole che si rammarica molto di aver permesso a Graumann di giocare d'azzardo scommettendo sua figlia.
Fritz è seduto a casa, vecchio e depresso. Riconosce troppo tardi di aver distrutto non solo la sua vita, ma anche il suo amore. Invano il suo amico Rudolf cerca di tirarlo su di morale e gli ricorda che c'è ancora tempo per riscrivere l'opera. Fritz gli dice che è vicino alla fine della sua vita e vuole solo vedere Grete, che ha stupidamente respinto due volte. Rudolf va a cercarla, ma invece arriva il dottor Vigelius, portando Grete.
Grete e Fritz si abbracciano con gratitudine. Alla fine il compositore sente il suono lontano, che, a quanto pare, era sempre a portata di mano. Inizia con gioia a scrivere un nuovo finale per la sua opera, ma prima che possa finire, muore tra le braccia della sua amata.

## Incisioni
- Nel 1991 Capriccio ha pubblicato una registrazione del 1990 con Gerd Albrecht alla direzione della Berlin Radio Symphony Orchestra e Gabriele Schnaut e Thomas Moser nei ruoli principali.[9]
- Nel 2000 Naxos ha pubblicato una registrazione dal vivo del gennaio 1989 dalla Hagen Municipal Hall, in Germania, con Michael Halász alla direzione della Philharmonisches Orchester Hagen con Elena Grigorescu e Thomas Harper nei ruoli principali.[10][11]